# احمدآباد (رضویه)
احمدآباد روستایی در دهستان میامی بخش رضویه شهرستان مشهد استان خراسان رضوی ایران است.

## جمعیت
بر پایه سرشماری عمومی نفوس و مسکن در سال ۱۳۹۵ جمعیت این روستا ۹۳۴ نفر (۲۶۵خانوار) بوده‌است.